# Mapania pedunculata
Mapania pedunculata là loài thực vật có hoa trong họ Cói. Loài này được D.A.Simpson mô tả khoa học đầu tiên năm 1996.